# Giulio Camillo Abbati
Giulio Camillo Abbati, o dell'Abate (Modena, ... – 1582), è stato un pittore italiano.

## Biografia
Primo figlio di Niccolò dell'Abate e fratello di Cristoforo, seguì il padre in Francia, dove la sua presenza è attestata dai registri reali dal 1561 al 1577 in qualità di pittore a Fontainebleau. Sembra sia stato sovrintendente alle pitture per il castello di Fontainebleau nel 1582. Coadiuvò il padre nell'esecuzione di dipinti e nell'erezione di archi di trionfo dedicati nel 1571 a Carlo IX in occasione della sua entrata a Parigi. Vi sono comunque difficoltà nel distinguere chiaramente le opere e i contributi di Giulio Camillo da quelli del padre. Fu a sua volta padre di Ercole e nonno di Pietro Paolo, anch'essi pittori.